# Aalupi
Aalupi (est. Aalupi järv, Alopi järv (Paabu järv, Alapea järv)) – jezioro w Estonii, w prowincji Põlvamaa, w gminie Kanepi. Położone jest na południe od wsi Rebaste. Ma powierzchnię 7,2 ha, linię brzegową o długości 1038 m, długość 310 m i szerokość 310 m. Należy do pojezierza Kooraste (est. Kooraste järved). Sąsiaduje z jeziorami Vaaba, Uiakatsi, Hatsikõ, Kooraste Suurjärv.